# Уравнение Бюргерса
Уравнением Бюргерса называют уравнение в частных производных. Это уравнение известно в различных областях прикладной математики. Уравнение названо в честь Иоганна Мартинуса Бюргерса (1895—1981). Является частным случаем уравнений Навье — Стокса в одномерном случае.
В гидродинамике уравнение вводится так: пусть задана скорость течения жидкости u и её кинематическая вязкость {\displaystyle \nu }. Тогда в общем виде уравнение Бюргерса записывается так:
{\displaystyle {\frac {\partial u}{\partial t}}+u{\frac {\partial u}{\partial x}}=\nu {\frac {\partial ^{2}u}{\partial x^{2}}}}.
Если влиянием вязкости можно пренебречь, то есть {\displaystyle \nu =0}, уравнение приобретает вид:
{\displaystyle {\frac {\partial u}{\partial t}}+u{\frac {\partial u}{\partial x}}=0}.
В этом случае мы получаем уравнение Хопфа — квазилинейное уравнение переноса — простейшее уравнение, описывающее разрывные течения или течения с ударными волнами.
Если {\displaystyle \nu } вещественно и не равно {\displaystyle 0}, уравнение сводится к случаю {\displaystyle \nu =1} : для {\displaystyle \nu <0} нужно сначала сделать замену {\displaystyle u\to -u}, {\displaystyle x\to -x}, и для любого знака {\displaystyle \nu }: {\displaystyle u\to {\sqrt {|\nu |}}\,u}, {\displaystyle x\to {\sqrt {|\nu |}}\,x} .
Уравнение Бюргерса можно линеаризовать преобразованием Хопфа-Коула. Для этого (при {\displaystyle \nu =1}) нужно сделать замену функции:
{\displaystyle u={\frac {\partial \ln w}{\partial x}}=w_{x}/w} .
При этом решения уравнения Бюргерса сводятся к положительным решениям линейного уравнения теплопроводности:
{\displaystyle u(x,t)=2{\frac {\partial }{\partial x}}\ln {\Bigl \{}(4\pi t)^{-1/2}\int _{-\infty }^{\infty }\exp {\Bigl [}-{\frac {(x-x')^{2}}{4t}}-{\frac {1}{2}}\int _{0}^{x'}u(x'',0)dx''{\Bigr ]}dx'{\Bigr \}}.}